# Soghain
I Soghain erano un popolo dell'antica Irlanda il cui territorio principale era nell'area conosciuta come Tir Soghain, poi annesso al regno di Uí Maine. Erano ubicati nella parte centrale dell'odierna contea di Galway, nella provincia di Connacht, a nord delle città di Athenry, Loughrea e Ballinasloe. Questo territorio, delimitato dai fiumi Clare a ovest, Suck a est, Grange-Shiven a nord e Raford e Ballinure a sud, fu successivamente annesso al regno di Uí Maine.
Secondo lo studioso del XVII secolo Dubhaltach Mac Fhirbhisigh, i Soghain facevano parte di un gruppo più ampio chiamato Cruithin, che includeva anche i Dál nAraidi e i Lóigisi di Leinster. Il popolo dei Soghain era organizzato in sette cenél (clan), tra cui Cinel Rechta, Cinel Trena, Cinel Luchta, Cinel Fergna, Cinel Domaingen e Cinel Deigill.
Una figura significativa tra i Soghain fu San Kerrill (Caireall mac Curnain), un missionario cristiano del V secolo. Discendente del clan Cinel Trena, Kerrill fu ordinato vescovo da San Patrizio e svolse un ruolo cruciale nell'evangelizzazione della regione di Tír Sogháin. Le leggende narrano che sconfisse un "oll-phéist" (mostro serpentino), simbolo della vittoria del cristianesimo sul paganesimo.
Il retaggio dei Soghain è ancora visibile nei toponimi locali, come Ballymacward, che riflette l'influenza del clan Ward, discendente dei Soghain e noto per essere stato bardo ereditario degli O'Kelly e degli O'Connor.

## Origini e collocazione etno-geografica
I Soghain sono citati nelle genealogie irlandesi come appartenenti al gruppo dei Cruithin, un insieme etnico distinto dagli Gaeli, ma spesso fuso con essi nel corso del tempo. I Cruithin sono talvolta associati ai Pitti della Scozia, suggerendo legami più antichi tra Irlanda e isole britanniche.
Secondo le fonti medievali come Dubhaltach Mac Fhirbhisigh (XVII secolo), i Soghain sarebbero uno dei sottogruppi dei Cruithin, insieme ai Dál nAraidi dell’Ulster e ai Lóigisi del Leinster.
Il loro territorio, Tír Sogháin, era ben delimitato:
- Ovest: fiume Clare
- Est: fiume Suck
- Nord: Grange e Shiven
- Sud: Raford e Ballinure

Questo territorio rientrava nella moderna contea di Galway, ed è oggi suddiviso tra diverse parrocchie civili e townlands, tra cui Ballymacward, Kiltullagh, Killaan, e Kilconnell.

## Struttura sociale e clan
Il popolo dei Soghain era diviso in sette principali cenél (clan o famiglie), ognuno dei quali occupava una porzione del territorio e aveva un certo grado di autonomia:
- Cinel Rechta
- Cinel Trena
- Cinel Luchta
- Cinel Fergna
- Cinel Domaingen
- Cinel Deigill

Questi clan costituivano un'unità politica e sociale compatta. Con l’arrivo del cristianesimo e delle strutture ecclesiastiche, molti clan si convertirono, dando vita a importanti figure religiose.

## Cristianizzazione e San Kerrill
Una delle figure centrali della cristianizzazione del Tír Sogháin fu San Kerrill (Caireall mac Curnain), appartenente al Cinel Trena. Attivo nel V secolo, Kerrill fu ordinato vescovo da San Patrizio stesso, e operò come missionario nella regione dei Soghain.
Le leggende lo dipingono come:
- Un santo taumaturgo
- Un evangelizzatore che sconfisse un "oll-phéist", una sorta di mostro serpente, simbolo del paganesimo

San Kerrill divenne patrono della zona e molte chiese e località (come Kilkerrill) portano il suo nome.

## Eredità culturale e genealogica
Col tempo, i Soghain furono assorbiti politicamente dagli Uí Maine, ma conservarono parte della loro identità nei toponimi e nei cognomi. Ad esempio:
- Il cognome Ward (in irlandese Mac an Bhaird), legato ai bardi ereditari degli O'Kelly e degli O'Connor, è considerato di discendenza Soghain.[2]
- Le terre di Ballymacward riflettono ancora nel nome la loro appartenenza storica al clan Ward.[10]